# Шрамковский сахарный завод
Шрамковский сахарный завод — предприятие пищевой промышленности на хуторе Шрамковка, Пирятинского уезда Полтавской губернии Российской империи, в селе, а потом и посёлке городского типа Шрамковка Драбовском районе Черкасской области, УССР а потом и Украины, в свое время бывшее одним из системообразующих предприятий уезда, района и края, ключевое предприятие в инфраструктуре села и поселка, игравшее ключевую роль в его истории 20 века.

## История
В 1909 году в селении Шрамковка Ковалевской волости Пирятинского уезда Полтавской губернии Российской империи началось строительство сахарного завода, который начал работу в 1911 году. Сырьём для производства сахара являлась сахарная свекла.
С апреля 1910 года по октябрь 1912 года на сахарном заводе работал будущий генерал-майор РККА Михаил Дмитриевич Гончаров.
Весной 1918 года уезд оккупировали австрийско-немецкие войска, которые оставались здесь до ноября 1918 года. В дальнейшем, до 1920 года Шрамковка оставалась в зоне боевых действий гражданской войны, но в дальнейшем сахарный завод возобновил работу.
В первой половине сентября 1920 года на Шрамковский завод было совершено нападение повстанческого отряда Сурупа и Жадана.
7 ноября 1920 года когда на Шрамковском сахзаводе собирались праздновать третью годовщину Октябрьского переворота в Петрограде, повстанческий отряд Сурупа и Жадана сноа напал на предприятие, захватил его территорию, расположился на отдых на широкой леваде и стал перековывать коней. В это время на них напал со стороны Кононовки кавалерийский полк Красной Армии.
В 1921 году на сахзаводе располагался гарнизон Красной Армии. После долгого перерыва с 1918 года, только с 1921 года сахзавод возобновил свою работу.
В 1922 году в состав сахзавода вошел Драбовский совхоз.
В 1923 году сахзавод получил статус комбината и название «Возрождение». С этого времени Шрамковка начала быстро разрастаться превращаясь из села из нескольких хуторов в рабочий поселок, куда в поисках работы съезжались жители окружающих сел бывшего Пирятинского уезда, в том числе Бырловки, Ковалевки, Капустинец, Моисевки, Нехаек и т. д.
В 1937 году в качестве врага народа осужден его директор Т. Т. Гуля. В целом в годы сталинских репрессий постраждало не только представители руководства, но и простые работники завода.
С конца сентября до конца октября 1941 года на территории сахзавода действовал концлагерь для советских военнопленных, немало из них были тут же похоронены.
В сезоне 1942—1943 гг. сахзавод работал вполне исправно, выдавая сахар для оккупационной армии.
С весны 1942 года на территории завода действовал пункт для отправки молодежи из окружающих сел в Германию.
В сентябре 1943 отступающие гитлеровцы разрушили сахзавод. В этот же период партизанами был убит военный комендант Шрамковки Мартин.
С 1950х гг. на сахзаводе работал известный многим людям житель села Шрамковка, бывший школьный учитель физкультуры и военной подготовки из числа представителей казачьего сословия Полтавской губернии Антон Андреевич Долгий (1903—2004), уроженец села Капустинцы, долгожитель, очевидец многих событий в истории села и родного края, сел бывшего Пирятинского уезда Полтавской губернии, в том числе раскулачивания, коллективизации, голодовки-голодомора, сталинских репрессий, гитлеровской оккупации села, учитель и многолетний собеседник уроженца села Шрамковка, заслуженного украинского краеведа Владимира Павловича Щербы, в своем труде «Из тумана веков и дней вчерашних» (укр.) собравшего немало фактов из истории сахзавода в родном поселке, почитаемый частью родственников и людей, которые его знали как один из заступников за село, которому отдал много лет своей жизни, сил, здоровья и вдохновения и его жителей, которые не уберегли многое из созданного его многострадальным поколением.
В ходе Великой Отечественной войны с сентября 1941 до сентября 1943 года село было оккупировано немецкими войсками, в это время на территории сахарного завода находился концентрационный лагерь для советских военнопленных.
После окончания боевых действий завод был восстановлен и в 1945 году возобновил работу. После войны завод был реконструирован и преобразован в Шрамковский сахарный комбинат (в состав которого вошли сахарный завод и обеспечивавший его сырьём свеклосовхоз, на балансе которого находилось 2,6 тыс. гектар земли). В 1972 году общая численность рабочих и инженерно-технических сотрудников завода составляла 692 человек, десять из них за производственные достижения были награждены орденами и медалями СССР.
В целом, в советское время сахарный комбинат являлся крупнейшим предприятием посёлка, на его балансе находились объекты социальной инфраструктуры.
После провозглашения независимости Украины комбинат перешёл в ведение Государственного комитета пищевой промышленности Украины.
В июле 1995 года Кабинет министров Украины утвердил решение о приватизации комбината. В дальнейшем, государственное предприятие было преобразовано в открытое акционерное общество «Шрамковский сахарный завод».
В октябре 1996 года перерабатывающая мощность завода составляла 1600 тонн свеклы в сутки.
Также, в 1996 году был выпущен короткометражный фильм, посвященный истории предприятия.